# Эфиопская лазающая мышь
Эфиопская лазающая мышь (лат. Dendromus lovati) — вид грызунов рода африканских лазающих хомячков семейства незомиид (Nesomyidae). Видовое латинское название дано в честь Саймона Джозефа Фрейзера Ловата (1871—1933).
Вид распространён исключительно в Эфиопии. Населяет тропические и субтропические высокогорные луга.